# Deux sans barreur masculin aux Jeux olympiques d'été de 2016
Navigation
Londres 2012 Tokyo 2020
L'épreuve masculine de deux sans barreur des Jeux olympiques d'été 2016 de Rio de Janeiro a lieu sur le Lagoa Rodrigo de Freitas du 6 au 11 août 2016.

## Résultats

### Séries
Les trois premiers de chaque série se qualifient pour les demi-finales, les autres disputent des repêchages.

#### Série 1
| Rang | Rameur                          | Pays               | Temps    | Notes |
| ---- | ------------------------------- | ------------------ | -------- | ----- |
| 1    | Spencer Turrin Alexander Lloyd  | Australie          | 6:40.79  | Q     |
| 2    | Lawrence Brittain Shaun Keeling | Afrique du Sud     | 6:41.42  | Q     |
| 3    | Jakub Podrazil Lukaš Helešic    | République tchèque | 6:42.710 | Q     |
| 4    | Anders Weiss Nareg Guregian     | États-Unis         | 6:49.97  | R     |
| 5    | Álex Sigurbjörnsson Pau Vela    | Espagne            | 6:54.26  | R     |

#### Série 2
| Rang | Rameur                                         | Pays            | Temps   | Notes |
| ---- | ---------------------------------------------- | --------------- | ------- | ----- |
| 1    | Germain Chardin Dorian Mortelette              | France          | 6:42.00 | Q     |
| 2    | Alan Sinclair Stewart Innes                    | Grande-Bretagne | 6:50.77 | Q     |
| 3    | Cristi-Ilie Pârghie George Alexandru Pălămariu | Roumanie        | 6:51.71 | Q     |
| 4    | Roel Braas Mitchel Steenman                    | Pays-Bas        | 7:22.93 | R     |

#### Série 3
Un certain nombre de rameurs ont critiqué la tenue de cette série en raison des conditions météorologiques sur le plan d'eau. Miloš Vasić et Nenad Beđik ont chaviré et n'ont pu remonter dans leur embarcation. Mais la FISA a indiqué que leur disqualification de la série ne les empêchait pas de disputer les repêchages.
| Rang | Rameur                               | Pays             | Temps           | Notes |
| ---- | ------------------------------------ | ---------------- | --------------- | ----- |
| 1    | Eric Murray Hamish Bond              | Nouvelle-Zélande | 6:41.75         | Q     |
| 2    | Giovanni Abagnale Marco Di Constanzo | Italie           | 6:46.04         | Q     |
| 3    | Adrián Juhász Béla Simon             | Hongrie          | 6:59.28         | Q     |
| 4    | Miloš Vasić Nenad Beđik              | Serbie           | DNF (chavirage) | R     |

### Repêchages
Les trois premiers sont qualifiés pour les demi-finales.

#### Repêchage 1
| Rang | Rameur                       | Pays       | Temps   | Notes |
| ---- | ---------------------------- | ---------- | ------- | ----- |
| 1    | Roel Braas Mitchel Steenman  | Pays-Bas   | 6:34.16 | Q     |
| 2    | Miloš Vasić Nenad Beđik      | Serbie     | 6:34.52 | Q     |
| 3    | Anders Weiss Nareg Guregian  | États-Unis | 6:36.60 | Q     |
| 4    | Álex Sigurbjörnsson Pau Vela | Espagne    | 6:40.47 |       |

### Demi-finales
Les trois premiers de chaque série sont qualifiés pour la finale.

#### Série 1
| Rang | Rameur                                         | Pays       | Temps   | Notes |
| ---- | ---------------------------------------------- | ---------- | ------- | ----- |
| 1    | Giovanni Abagnale Marco Di Costanzo            | Italie     | 6:24.96 | Q     |
| 2    | Spencer Turrin Alexander Lloyd                 | Australie  | 6:25.25 | Q     |
| 3    | Germain Chardin Dorian Mortelette              | France     | 6:26.10 | Q     |
| 4    | Roel Braas Mitchel Steenman                    | Pays-Bas   | 6:26.94 |       |
| 5    | Anders Weiss Nareg Guregian                    | États-Unis | 6:33.95 |       |
| 6    | Cristi-Ilie Pârghie George Alexandru Pălămariu | Roumanie   | 6:48.17 |       |

#### Série 2
| Rang | Rameur                          | Pays               | Temps   | Notes |
| ---- | ------------------------------- | ------------------ | ------- | ----- |
| 1    | Eric Murray Hamish Bond         | Nouvelle-Zélande   | 6:23.36 | Q     |
| 2    | Alan Sinclair Stewart Innes     | Grande-Bretagne    | 6:26.37 | Q     |
| 3    | Lawrence Brittain Shaun Keeling | Afrique du Sud     | 6:27.59 | Q     |
| 4    | Adrián Juhász Béla Simon        | Hongrie            | 6:29.12 |       |
| 5    | Miloš Vasić Nenad Beđik         | Serbie             | 6:31.00 |       |
| 6    | Jakub Podrazil Lukaš Helešic    | République tchèque | 6:32.85 |       |